# Louis Caryl Graton
Louis Caryl Graton (* 10. Juni 1880 in Parma (New York), Monroe County (New York); † 22. Juli 1970 in New Haven (Connecticut)) war ein US-amerikanischer Lagerstätten-Geologe und Mineraloge.

## Leben
Graton ging im Staat New York zur Schule und studierte ab 1896 Naturwissenschaften und besonders Geologie und Mineralogie an der Cornell University mit dem Bachelor-Abschluss 1900. Danach war er Lehrassistent für Chemie an der McGill University und befasste sich dort besonders mit Lagerstätten in Ontario. 1902 kehrte er an die Cornell University zurück und absolvierte erfolgreich das Graduiertenprogramm, verließ die Universität aber vor der Promotion (nur die Dissertation fehlte) 1903 und ging zum US Geological Survey (USGS). Dort befasste er sich mit Lagerstätten, zunächst den Goldfeldern von Cripple Creek in Colorado als Assistent von Waldemar Lindgren. Er arbeitete auch in den südlichen Appalachen, Arizona und Kalifornien und schrieb die regelmäßigen Berichte über Kupferbergbau und einen Report über die Kupfer-Vorkommen in den USA. 1909 verließ er den USGS und wurde Direktor der neu gegründeten Copper Producers Association in New York. 1909 wurde er Instructor, 1910 Assistant Professor und 1912 Professor für Lagerstättengeologie (Mining Geology) an der Harvard University, arbeitete aber noch eine Weile weiter in Teilzeit für die Copper Producers Association. 1913 war er Direktor einer umfangreichen Studie über die US-amerikanischen Kupfervorräte und 1917 bis 1919 war er Sekretär des Komitees der Kupferproduzenten für die Kriegsanstrengungen der USA im Ersten Weltkrieg. Danach baute er in Harvard eine in den USA einflussreiche Schule für Lagerstättengeologie auf. 1949 wurde er in Harvard emeritiert. Danach zog er nach New Haven.
Er bildete in den USA viele Lagerstättengeologen für die Bergbauindustrie aus und tat Anfang des 20. Jahrhunderts viel dafür, dass die amerikanischen Bergbaukonzerne überhaupt Geologen anstellten. Als Lagerstättengeologe vertrat er den hydrothermalen Ursprung von Erzlagerstätten. Er bereiste alle wichtigen Bergbauzonen der Erde zum Studium von Lagerstätten und auch hydrothermal aktive Gebiete zum Studium der Bildung von Lagerstätten. Er sorgte in Harvard auch für die Verbesserung von verschiedenen Laborgeräten zur Untersuchung von Mineralien und Erzen (Schleifmaschinen, Mikrobohrer, Kameras, Geräte zur Härteprüfung u. a.) und arbeitete an deren Entwicklung mit.
Graton beriet viele Bergbaukonzerne. 1920 bis 1950 beriet er den Bergbau-Konzern Cerro Corporation, der besonders in Peru (Cerro de Pasco) aktiv war, und 1945 bis 1967 war er in deren Verwaltungsrat. Auf seinen Rat hin wurde in der Casapalca Mine 1000 Fuß unter dem bestehenden Abbau 1961 bis 1969 ein 7 Meilen langer Tunnel gegraben (für Transport, Bewetterung, Entwässerung), damals der längste Tunnel im Bergbau (Graton Tunnel).
Er war zweimal verheiratet und hatte einen Sohn und eine Tochter aus erster Ehe.

## Ehrungen
1914 wurde Graton in die American Academy of Arts and Sciences gewählt. 1931 wurde er Präsident der Society of Economic Geologists. 1950 erhielt er die Penrose-Goldmedaille. Er war Ehrendoktor von Berkeley.
Das Bleimineral Gratonit aus Cerro de Pasco wurde 1940 ihm zu Ehren benannt.

## Schriften
- Nature of the ore forming fluid, Economic Geology, Band 35, 1940, S. 197–358.